# Еразы
Еразы или Эразы (азерб. Yerazlar) — этническая группа азербайджанцев ранее проживавшая в Армении.

## Описание
Народ Еразы, иногда называемый Ер-аз или Эрази, представляет собой азербайджанскую подгруппу, также называемую кланом, состоящим из азербайджанцев родом из современной Армении. Термин Ераз в азербайджанском языке происходит от «азербайджанец из Еревана» и используется, даже если человек не родом из самого города Еревана.
Из-за давней исторической напряженности между соседними Арменией и Азербайджаном практически все еразы покинули Армению до перерастания конфликта за Нагорный Карабах в крупномасштабные боевые действия. Поскольку еразы развивались с обычаями и кухней, отличными от азербайджанцев в Азербайджане, они смогли сохранить сплоченную обособленную субкультуру.  Из-за напряженности и культурных различий между азербайджанцами из Азербайджана и азербайджанцами из Армении термин «Ераз» может быть истолкован как уничижительный.

## История
На территории нынешней Армении тюркские племена, в основном огузы, начинают появляться уже в конце X века. Азербайджанская община в Армении была многочисленной, но практически перестала существовать с 1988—1991 годов, когда подавляющее большинство бежало из страны в результате Первой карабахской войны и продолжающегося конфликта между Арменией и Азербайджаном. Верховный комиссар ООН по делам беженцев (УВКБ ООН) оценивает нынешнее количество азербайджанцев в Армении от 30 до нескольких сотен человек, причем большинство из них проживает в сельской местности и состоит в смешанных парах (в основном азербайджанские женщины, вышедшие замуж за мужчин-армян, а также пожилые и больные и, таким образом, не имеющие возможности покинуть страну. Сообщается также, что большинство из них изменили свои имена и ведут себя сдержанно, чтобы избежать дискриминации.